# 中国科学院天山冰川观测试验站
中国科学院天山冰川观测试验站是于1959年建立的冰川研究站，位于中华人民共和国新疆维吾尔自治区乌鲁木齐市乌鲁木齐县。现隶属于中国科学院西北生态环境资源研究院。中科院天山冰川观测试验站是世界冰川监测中心（WGMS）成员之一，也是“中国国家野外科学观测研究站”、“特殊环境与灾害监测网络”、“大气本底与特殊功能国家野外科学观测研究站”以及“全球冰冻圈监测网络”的成员之一。天山站的主要研究方向为冰川过程和机理以及冰川与其他圈层的相互作用。

## 历史
1958年，在施雅风的倡导和组织下，中国科学院成立了中国科学院高山冰雪利用研究队，开始了中华人民共和国的冰川和冻土的考察和研究工作。1959年到1960年期间，中科院高山冰雪利用研究队新疆分队对新疆天山地区的冰川进行了大面积普查工作。1959年7月，高山冰雪利用研究队在新疆水利厅的支持下，在新疆境内天山山脉中段喀拉乌成山主峰，天格尔II峰北坡的乌鲁木齐河河源大西沟地区建立天山冰川研究站，对胜利大阪1号冰川（现天山乌鲁木齐河源1号冰川）的气象、冰川以及水文等方面开始观测研究。苏联专家Л.Д.道尔古辛（Долгушин, Леонид Дмитриевич）指导过天山冰川研究站的选址和观测项目。1961年，由中国科学院新疆分院水土生物资源综合所管理天山冰川研究站，并继续对乌鲁木齐河源1号冰川进行监测。1962年，中国科学院高山冰雪利用研究队更名为兰州冰川冻土室。在施雅风的领导和组织下，冰川冻土室与新疆综合所合作开始对天山乌鲁木齐河源1号冰川进行辐射、水流水文特征等方面进行研究。1965年，天山冰川研究站归属中科院地理研究所（今中国科学院地理科学与资源研究所的前身）冰川冻土室。并在这一年在科学出版社出版了《天山乌鲁木齐河冰川与水文研究》论文集。
文化大革命开始后，天山冰川研究站被撤销，天山冰川研究站的所有工作全部停止，对天山冰川的研究工作陷入停滞，这一停就是12年。到了1979年，兰州冰川冻土研究所（今归中国科学院寒区旱区与环境工程研究所）重建天山冰川观测试验站。二十世纪80年代初期，建立了通往观测1号冰川的简易公路，并在海拔2130米处修建了研究基地。为了让观测试验站尽快赶上冰川学的发展，除了加大了对天山冰川观测试验站的基础设施建设，还加强了与国际的合作。1981年夏季，由兰州冰川冻土研究所组织的中日联合考察队对天山胜利大阪和博格达峰地区冰川进行考察。天山冰川观测试验站除了和日本组建联合考察队外，从二十世纪80年代开始，先后和美国、加拿大、俄罗斯、哈萨克斯坦、瑞士等不同国家的数十个机构进行合作。
1982年，天山冰川观测试验站加入世界冰川监测中心（WGMS），天山冰川站主要监测的天山乌鲁木齐河源1号冰川成为十座世界冰川监测中心设立的参考冰川之一。1987年，天山冰川观测试验站成为中科院首批对外开放的野外观测试验站。1999年，中华人民共和国科技部选取了第一批国家野外科学观测研究站试点站，其中就包括天山冰川观测试验站。2002年，中国科学院开始建设特殊环境与灾害监测网络，天山冰川观测试验站成为网络的组成部分之一。2006年，天山冰川站成为了10个大气本底与特殊功能国家野外科学观测研究站之一。2013年，天山冰川观测试验站成为世界气象组织创建全球冰冻圈监测网络的首批站点之一。

## 研究对象
最初，天山冰川观测试验站仅对天山乌鲁木齐河源1号冰川进行观测，工作范围仅在乌鲁木齐河流域。天山乌鲁木齐河源1号冰川是乌鲁木齐河流域面积最大的一条冰川，是世界冰川监测中心的参照冰川之一。也是中华人民共和国监测时间最长，资料也最为丰富的冰川，也是世界上为数不多的观测时间超过50年的冰川之一。乌鲁木齐河源1号冰川是研究对亚洲中部干旱地区水资源的形成和演化的参考冰川。
1998年后，天山冰川站开始拓展观测范围。除了天山乌鲁木齐河源1号冰川，从新疆境内天山山脉的最西端到最东端，超过1500千米，设有3条定位观测参照冰川，分别是托木尔峰青冰滩72号冰川、奎屯河哈希勒根51号冰川和哈密庙尔沟冰帽。托木尔峰青冰滩72号冰川位于中国境内天山山脉最西端，是亚洲内陆最大的冰川作用区，当地径流超过40%都为冰川融水，从2007年开始，天山冰川站开始对其观测。奎屯河哈希勒根51号冰川位于天山山脉依连哈比尔尕山北坡，在中国境内属于天山山脉中段，是研究天山北麓和艾比湖周围山区的参照冰川，从1998年开始，天山冰川站对其进行观测。哈密庙尔沟冰帽位于天山山脉东段，是冰川对水资源影响及记录沙尘暴的参照冰川。天山站对该冰川的观测开始于2004年。另外在天山山脉上还有数个由天山冰川站建立的半定位观测点，如天山博格达峰扇形冰川、四工河4号冰川、玛纳斯河上游的鹿角湾冰川等。
除了观测天山山脉的冰川站，天山冰川站的观测范围也扩展到了阿尔泰山山区。2007年开始，天山冰川站与喀纳斯景区合作，进行对当地冰川的观测和研究工作。2009年，天山冰川站与喀纳斯景区对友谊峰地区冰川进行了联合考察。2011年，天山冰川站与喀纳斯景区联合建立了“阿尔泰山冰川积雪与环境观测研究站”，也就是“阿尔泰山站-喀纳斯站”。除此之外，2015年，位于吉木乃县的“中国阿尔泰山冰冻圈科学与可持续发展综合观测研究站”建立，也就是“喀纳斯山站-吉木乃站”，其观测参考冰川为喀纳斯冰川以及木斯岛冰川。
2010年起，在国家自然科学基金委员会的“黑河流域生态-水文过程集成研究”项目的支持下，天山冰川站开始了对祁连山黑河流域（额济纳河流域）上游的冰川的观测及调查工作。天山冰川站将该地区的十一冰川作为参考冰川，天山冰川站对十一冰川的物质平衡、冰川表面运动速度等进行研究。并对黑河上游的七一冰川及黑河流域的八一冰川进行观测。
2004年，中华人民共和国在挪威斯瓦尔巴群岛的新奥尔松建立中国北极黄河站。斯瓦尔巴群岛是拥有北极最大区域冰川，建站后，黄河站开始对奥斯塔洛文伯林（Austre Lovénbreen）和彼得森伯林（Pedersenbreen）两条冰川进行观测。2014年开始，天山冰川站对奥斯塔洛文伯林及彼得森伯林冰川的冰川物质平衡等进行观测。

## 设施设备与人才培养
天山冰川站目前共有4个站区，分别是高山站、基础站阿尔泰山站-喀纳斯站和阿尔泰山站-吉木乃站。天山冰川站高山站设在天山中段天格尔II峰北坡海拔3545米处。高山站被高寒草甸和基石环绕，研究区域内包括冰川、积雪、冻土、冰缘植被等。高山站所处地区常年气温处在零度以下，最低气温低于零下三十五度。高山站占地面积1500平方米，并设有10平方米的气象观测场及15平方米水文气象点。天山冰川站基本站位于海拔2130米，距离高山站35千米，站区被雪岭云杉和高山草场环绕。基本站设置在在乌鲁木齐县板房沟乡以及萨尔乔克达坂乡，均建有办公室、宿舍、车库等设施。在喀纳斯建有500平方米的喀纳斯站，以及在喀纳斯自然景区保护区内的500平方米的办公室及宿舍。天山冰川观测试验站除了有离子色谱仪、液态水同位素分析仪、微粒粒径分析仪等设备，还有冰川蒸汽（热水） 钻、便携式冰芯钻、石英冰川钻孔温度探头、25米冰川监测塔及10米的气象监测等具有自主知识产权的设备和仪器。
2018年，天山冰川观测试验站有固定人员30人，包括4名研究员，2名副研究员，2名高级工程师，5名助研，2名工程师及15名合同制工人。另外，有25名研究生在站，以及20名客座研究员。自天山冰川站建站以来，在天山冰川站完成的硕士、博士论文超过150篇，其中就包括中国科学院地学部院士秦大河的硕士论文和中国科学院地学部院士姚檀栋的博士论文。另外，从2009年开始，天山冰川站还会与西北师范大学、石河子大学等西部高校联合举办“天山杯青年学术报告会”。

## 研究成果
天山冰川观测试验站主要侧重在冰川学、第四纪冰川、冰川水文学、冰缘植被以及生态等方面的研究。截止2018年，共发表超20部专著、超1300篇学术论文，其中超过50篇在《冰川学杂志（Journal of Glaciology）》及《冰川学集刊（Annals of Glaciology）》之上。另外，出版近40册资料集。天山冰川观测试验站的数据在中华人民共和国发布在《天山冰川站年报》、寒旱区科学数据中心、冰冻圈科学数据平台等平台之上。在国际上定期发布在由国际科学理事会、国际大地测量学与地球物理学联合会、联合国环境规划署、联合国教科文组织和世界气象组织联合出版的《冰川物质平衡通报（Glacier Mass Balance Bulletin）》、《冰川波动（Fluctuations of Glaciers）》等资料集之上。其数据亦会被联合国环境规划署的《环境数据报告（Environmental Data Report）》和《全球环境展望数据门户（GEO Data Portal）》（现为《联合国环境规划署环境数据浏览器》）以及《中国气候变化蓝皮书》收录。截止到2018年，天山冰川观测试验站获得1次国家自然科学奖二等奖、1次国家科学技术进步奖二等奖、2次省部级自然科学奖一等奖和5次二等奖、2次省部级科学技术进步奖一等奖和1次二等奖。